# Territorio italiano oltre i confini dell'Italia geografica

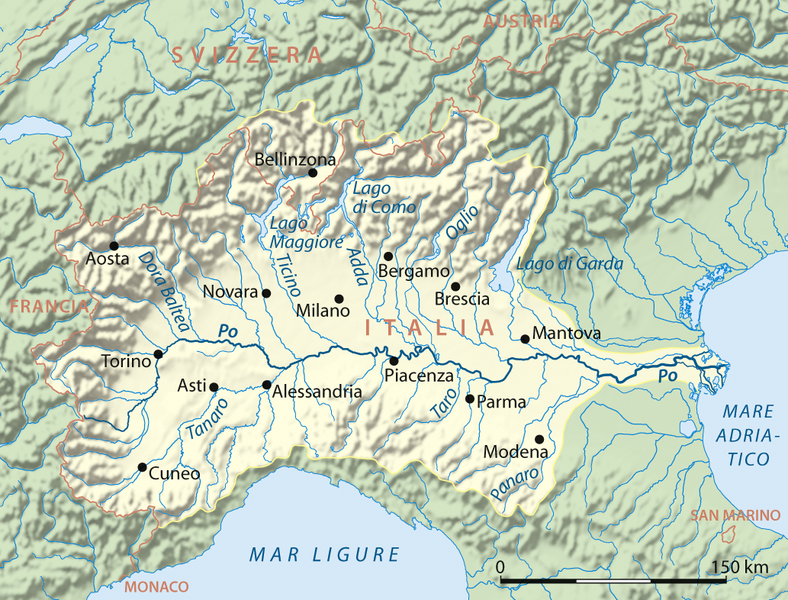
Bacino idrografico del Po, all'esterno del quale, nella parte settentrionale, si colloca la maggioranza dei territori

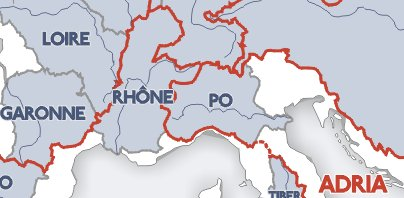
Confini (spartiacque) dei bacini idrografici lungo le Alpi

Il territorio italiano oltre i confini dell'Italia geografica consiste di alcune limitate porzioni del territorio soggetto a sovranità italiana, le quali si trovano in una diversa e contigua regione fisica o perché incluse nel bacino idrografico di un fiume che non sfocia lungo le coste italiane o perché appartenenti alla placca africana.
Per le prime viene riportato in tabella il corso d'acqua principale che le attraversa e il bacino idrografico d'appartenenza. L'unico territorio che appartiene geograficamente al continente africano sono le Isole Pelagie (Lampedusa e Lampione, ma non Linosa). Per tutti i territori si riporta inoltre l'unità amministrativa d'appartenenza.
| Territorio                             | Unità amministrativa                                | Unità amministrativa | Corso d'acqua principale | Bacino idrografico | Superficie |
| -------------------------------------- | --------------------------------------------------- | -------------------- | ------------------------ | ------------------ | ---------- |
| Val di Lei                             | Piuro (parzialmente)                                | (SO)                 | Reno di Lei              | Reno               | 51 km²     |
| Val di Livigno                         | Livigno, Valdidentro (parzialmente)                 | (SO)                 | Aqua Granda/Spöl         | Danubio            | 227,3 km²  |
| Alta Val d'Uina                        | Malles Venosta (parzialmente)                       | (BZ)                 | Uina                     | Danubio            |            |
| Oberes Gericht                         | Curon Venosta (parzialmente)                        | (BZ)                 | Rio Valmiur/Stillebach   | Danubio            | <70 km²    |
| Alta Val della Drava                   | Dobbiaco (parzialmente), San Candido                | (BZ) (BZ)            | Drava                    | Danubio            | >79,85 km² |
| Valle di Sesto                         | Sesto (parzialmente)                                | (BZ)                 | Rio Sesto                | Danubio            | 80,42 km²  |
| Lago del Predil e Val Canale orientale | Chiusaforte (parzialmente), Tarvisio (parzialmente) | (UD)                 | Slizza                   | Danubio            | 208,36 km² |
| Isole Pelagie, eccetto Linosa          | Lampedusa e Linosa (parzialmente)                   | (AG)                 | -                        | -                  | 20,28 km²  |
| Totale                                 |                                                     |                      |                          |                    | 737,21 km² |